# Molophilus (Molophilus) sepositus
Molophilus (Molophilus) sepositus is een tweevleugelige uit de familie steltmuggen (Limoniidae). De wetenschappelijke naam van de soort is voor het eerst geldig gepubliceerd in 1923 door Charles Paul Alexander.
De soort komt voor in het Australaziatisch gebied. Het holotype werd verzameld in Ohakune op het noordereiland van Nieuw-Zeeland in 1921. 